# مقاطعة بليكلي (جورجيا)
مقاطعة بليكلي (بالإنجليزية: Bleckley County)‏ هي إحدى المقاطعات في ولاية جورجيا في الولايات المتحدة الأمريكية.